# Grand intendant (citadin)
Grand intendant est un titre honorifique accordé par les conseils ou les administrateurs à charte (charter trustees) de certaines cités ou villes d'Angleterre. À l'origine office judiciaire avec des pouvoirs locaux considérables, ces derniers ont décliné depuis le XVIIe siècle pour en faire un rôle essentiellement cérémonial. L'usage veut que le titre soit accordé à vie et même, dans certains cas, attaché à certains titres de noblesse. En 2007, vingt-quatre communes disposaient du droit de conférer le titre de Grand intendant bien que cet office soit tombé en désuétude dans nombre d'entre elles.

## Origines
À l'origine, au Moyen Âge, le détenteur de l'office supervisait l'administration de la justice seigneuriale dans les anciens borought (en) au nom du seigneur du manoir. Avec l'émergence des communes à charte royale, les nouveaux conseils municipaux corporatistes obtinrent le droit de nommer le Grand intendant à la place du seigneur,. Ces intendances furent souvent l'instrument de patronages avec d'importants courtisans qui obtenaient des chartes pour les communes en échange du titre de Grand intendant. Les borought, en tant que circonscription électorale,  envoyant un représentant à la Chambre des communes, les Grands intendants utilisaient souvent leur influence pour obtenir l'élection de leur candidat,.
Avec le temps, les aspects légaux de la charge passèrent à un adjoint : un juriste qualifié portant éventuellement le titre de recorder. En 1689, le Grand intendant — également connu, dans certaines communes, sous le nom d'Intendant en chef (Chief Steward), de sénéchal capital (Capital Seneschal) ou de Seigneur Grand intendant (Lord High Steward) avait un rôle purement honoraire. Sidney et Beatrice Webb décrivent ainsi cette charge :« Sa nomination pouvait incomber à la Couronne ou avec son Gouvernement ou des conseils municipaux, parfois sous condition d'approbation de la Couronne. [...] Un officier de grande dignité et quelque influence mais pratiquement sans devoirs ou émoluments ; habituellement un gentilhomme de haut rang, peut-être le propriétaire ou le patron de la commune ».

## Réforme des communes et gouvernements locaux
En janvier 1836, avec la loi sur les conseils municipaux de 1835 (en), les conseils municipaux cooptés des communes furent remplacés par des conseils élus. La loi prévoyait que les dispositions des chartes existantes, lorsqu'elles n'étaient pas en contradiction avec la législation, demeuraient applicables. Nombre des nouveaux conseils ayant des majorités Whigs ou radicales à la place des anciens conseils Tories, des controverses sur la nomination des Grands intendants apparurent. Par exemple, en 1833, le conseil corporatiste de Kingston-upon-Hull nomma Arthur Wellesley, 1er duc de Wellington et ancien Premier ministre comme Grand Intendant. À la suite d'un débat houleux lors de la mise en place du conseil municipal élu, le duc démissionna de l'office qui resta vacant jusqu'en 1836 et la nomination de l'éminent politicien whig John George Lambton 
Avec la réforme des gouvernements locaux dans la seconde moitié du XXe siècle, les borought municipaux (en) et leurs conseils furent supprimés. En conséquence, les organes les ayant remplacés nomment à leur tour des Grands intendants : Borough de Londres, district non métropolitain par exemple,,,.